# Mesosemia sifia
Mesosemia sifia is een vlindersoort uit de familie van de prachtvlinders (Riodinidae), onderfamilie Riodininae.
Mesosemia sifia werd in 1836 beschreven door Boisduval.